# 台湾觿茅
台湾觿茅（学名：Dimeria falcata var. taiwaniana）为禾本科觿茅属下的一个变种。